# Tellervo disjuncta
Tellervo disjuncta är en fjärilsart som beskrevs av Abel Dufrane 1948. Tellervo disjuncta ingår i släktet Tellervo och familjen praktfjärilar. Inga underarter finns listade i Catalogue of Life.